# ¡Jonathan, te vas a emocionar!
¡Jonathan, te vas a emocionar! je studiové album amerického hudebníka Jonathana Richmana. Vydáno bylo 28. února roku 1994 společností Rounder Records a jeho producentem byl Brennan Totten. Všechny písně na albu jsou nazpívány ve španělštině. Obsahuje jak zcela nové písně, tak i nové verze starších písní, které původně Richman nazpíval ve své rodné angličtině a pro toto album je volně přeložil. Na albu se také nachází dvě instrumentální písně a dvě tradiční mexické písně. S překladem některých písní Richmanovi pomáhala Lydia Ledesma.

## Seznam skladeb
Autorem všech skladeb je Jonathan Richman, pokud není uvedeno jinak.
1. Pantomima de »El amor brujo« (Manuel de Falla) – 3:06
2. Harpo en su harpa – 2:47
3. No te oye – 2:53
4. No más por fun – 1:48
5. Papel de chicle – 3:28
6. Los vecinos – 2:38
7. Compadrito corazón (Manuel Esperón, Jesus Camacho) – 1:55
8. Melodía tradicional Ecuadoriana (tradicionál) – 2:15
9. Shirin y farad – 4:23
10. Reno – 3:18
11. Cerca – 3:59
12. El U.F.O. Man – 3:59
13. Ahora es mejor – 2:03
14. Sabor a mí (Álvaro Carrillo) – 1:36
15. Una fuerza allá – 3:21